# City of Belmont
City of Belmont is een Local Government Area (LGA) in Australië in de staat West-Australië in de agglomeratie van Perth. City of Belmont telde 42.257 inwoners in 2021. De hoofdplaats is Belmont.